# Udomporn Polsak
Udomporn Polsak (em tailandês:  อุดมพร พลศักด; 6 de outubro de 1981, em Nakhon Ratchasima) é uma halterofilista tailandesa.
Polsak ganhou ouro em halterofilismo nos Jogos Olímpicos de 2004, com 222,5 kg no total combinado (97,5 no arranque e 125 no arremesso), na categoria até 53 kg.
Quadro de resultados
| Ano  | Posição | Competição                            | Classe de peso | Marca                |
| 1997 | 6.      | Campeonato mundial em Chiang Mai      | -46 kg         | 152,5 kg (72,5+80)   |
| 1998 | 2.      | Campeonato mundial júnior em Sofia    | -48 kg         | 165 kg (72,5+92,5)   |
| 1998 | 4.      | Jogos Asiáticos em Bangkok            | -48 kg         | 177,5 (77,5+100)     |
| 1999 | 2.      | Campeonato mundial júnior em Savannah | -48 kg         | 165 kg (72,5+92,5)   |
| 1999 | 12.     | Campeonato mundial em Atenas          | -48 kg         | 170 kg (75+95)       |
| 2000 | 3.      | Campeonato asiático em Osaka          | -48 kg         | 165 kg (72,5+92,5)   |
| 2002 | 2.      | Jogos Asiáticos em Busan              | -53 kg         | 212,5 kg (92,5+120)  |
| 2002 | 3.      | Campeonato mundial em Varsóvia        | -53 kg         | 215 kg (95+120)      |
| 2003 | 1.      | Campeonato mundial em Vancouver       | -53 kg         | 222,5 kg (100+122,5) |
| 2000 | 2.      | Campeonato asiático em Osaka          | -53 kg         | 210 (90+120)         |
| 2004 | 1.      | Jogos Olímpicos                       | -53 kg         | 222,5 kg (97,5+125)  |